# 6097 Koishikawa
6097 Koishikawa è un asteroide della fascia principale. Scoperto nel 1991, presenta un'orbita caratterizzata da un semiasse maggiore pari a 2,3072228 UA e da un'eccentricità di 0,0933813, inclinata di 6,13750° rispetto all'eclittica.
L'asteroide è dedicato all'astronomo giapponese Masahiro Koishikawa.